# Eric Kloss
Eric Kloss (* 3. April 1949 in Greenville, Pennsylvania) ist ein US-amerikanischer Jazzmusiker (Tenor- und Altsaxophonist).

## Biographie
Der seit der Geburt blinde Kloss begann seine Profikarriere in Clubs in der Gegend um Pittsburgh und arbeitete 1965 mit dem Gitarristen Pat Martino; im gleichen Jahr begann er eine Reihe von Alben für das Jazzlabel Prestige Records einzuspielen, die nach Richard Cook und Brian Morton stilistisch zwischen Bop und den Fusion-Klängen der elektrischen Miles Davis Bands der damaligen Zeit liegen. 1968/69 nahm Kloss die Alben „Sky Shadows“ und „The Land of the Giants“ auf, an denen Musiker wie Booker Ervin, Jaki Byard, Pat Martino, Richard Davis, Bob Cranshaw, Jack DeJohnette und Alan Dawson mitwirkten. Seine Alben „To Hear is to See“ von 1969 (das im Titel auf seine Blindheit anspielt) und „Consciousness“ von 1970 nahm er mit den damaligen Miles Davis-Sidemen Chick Corea, Dave Holland und Jack DeJohnette auf. Danach verschwand Kloss vorübergehend von der Jazzszene, um als Lehrer zu arbeiten, spielte aber gegen Ende der 1970er Jahre einige Alben für das Label „Muse Records“ ein.
Zu Beginn der 1990er Jahre lehrte er an der Duquesne University, um dann an der Carnegie Mellon University die Jazzstudien zu leiten.

## Diskographische Hinweise
- First Class Kloss (Prestige, 1967)
- Sky Shadows in the Land of the Giants (Prestige, 1968/69) enthält die beiden LPs Sky Shadows (Prestige, 1968) sowie In the Land of the Giants (Prestige, 1969)
- Eric Kloss & the Rhythm Section (Prestige, 1969) enthält die beiden LPs To Hear Is to See! (Prestige, 1969) sowie Consciousness! (Prestige, 1970)
- One, Two, Free (Muse Records, 1972)
- Essence (Muse, 1973)
- Bodies' Warmth (Muse, 1975)
- Battle of the Saxes (Muse, 1976)
- Together (Muse, 1976)
- Now (Muse, 1978)
- Celebration (Muse, 1979)
- Sharing (Omnisound, 1981)
- Sweet Connections (1999, aufgenommen 1979)